# Округ Лајв Оук (Тексас)
Округ Лајв Оук (енгл. Live Oak County) је округ у америчкој савезној држави Тексас. По попису из 2010. године број становника је 11.531.

## Демографија
Према попису становништва из 2010. у округу је живело 11.531 становника, што је 778 (6,3%) становника мање него 2000. године.
| Група             | 2000.         | 2010.         |
| Белци             | 7.199 (58,5%) | 6.805 (59,0%) |
| Афроамериканци    | 301 (2,4%)    | 502 (4,4%)    |
| Азијати           | 24 (0,2%)     | 57 (0,5%)     |
| Хиспаноамериканци | 4.683 (38,0%) | 4.060 (35,2%) |
| Укупно            | 12.309        | 11.531        |